# Epidendrum dactylodes
Epidendrum dactylodes är en orkidéart som beskrevs av Heinrich Gustav Reichenbach och Eric Hágsater. Epidendrum dactylodes ingår i släktet Epidendrum och familjen orkidéer. Inga underarter finns listade i Catalogue of Life.